# Margrét Lára Viðarsdóttir
Margrét Lára Viðarsdóttir (ur. 25 lipca 1986 w Vestmannaeyjar) – islandzka piłkarka, grająca na pozycji napastnika, wielokrotna reprezentantka Islandii.

## Kariera piłkarska

### Kariera klubowa
Wychowanka klubów Týr i ÍBV. W 2000 roku rozpoczęła swoją karierę zawodową w ÍBV. W 2005 przeniosła się do klubu Valur. Sezon 2006/07 spędziła w FCR 2001 Duisburg, ale nie rozegrała żadnego meczu i następnie wróciła do Valur. Sezon 2009 rozpoczęła w Linköpings FC, a latem podpisała kontrakt z Kristianstads DFF. W rundzie wiosennej sezonu 2011/12 broniła barw Turbine Potsdam, a potem znów grała w Kristianstads DFF. W 2016 po raz trzeci wróciła do Valur, w barwach którego zakończyła karierę w 2019 roku.

### Kariera reprezentacyjna
14 czerwca 2003 roku po raz pierwszy zagrała w seniorskiej kadrze narodowej w wygranym 4:1 meczu kwalifikacyjnym do Mistrzostw Europy 2005 z Węgierkami. Strzeliła swoją pierwszą bramkę cztery minuty po wejściu do gry w 66. minucie jako rezerwowa. W sumie rozegrała ponad 100 meczów, w których strzeliła 79 goli. Wcześniej od 2001 broniła barw juniorskich i młodzieżowych reprezentacji Islandii.

## Sukcesy i odznaczenia

### Sukcesy klubowe
Valur
- mistrz Islandii: 2006, 2007, 2008, 2019
- zdobywca Pucharu Islandii: 2006

Anderlecht
- mistrz Belgii: 2017/18

### Sukcesy indywidualne
- królowa strzelców Islandii: 2004, 2005, 2006, 2007, 2008, 2011
- królowa strzelców Ligi Mistrzyń UEFA Kobiet: 2006, 2008, 2009
- sportowiec roku w Islandii: 2007